# 哥本哈根基礎建設基金
哥本哈根基礎建設基金（英語：Copenhagen Infrastructure Partners，簡稱：CIP）是一家專門投資基礎建設，特別是風力發電的投資集團。該集團由其資深合夥人與丹麥「PensionDanmark」退休基金於2012年共同創立。目前旗下共有五筆基金、管理超過75億歐元之資金。

## 歷史
哥本哈根基礎建設基金創立於2012年，其最主要的投資者為「PensionDanmark」，是丹麥的一個社會保障基金。該集團於2017年成立了台灣辦公室，CIP目前已在台灣的離岸風力發電領域投資了數十億歐元。
CIP於2018年設立了紐約辦公室，隨後在2019年針對亞洲和拉丁美洲快速發展的新經濟體成立了7億美元的基金。同年，CIP也在美國德州進行了陸上風電的重大投資。

## 外部連結
- （繁體中文）哥本哈根基礎建設基金台灣首頁（页面存档备份，存于）